# فینال جام باشگاه‌های اروپا ۱۹۶۵
فینال جام باشگاه‌های اروپا ۱۹۶۵، رقابت پایانی جام باشگاه‌های اروپا در سال ۱۹۶۵ میلادی است که مابین دو تیم باشگاه فوتبال اینتر میلان و باشگاه فوتبال بنفیکا در ورزشگاه سن سیرو ، میلان برگزار شده‌است.
این مسابقه که در تاریخ ۲۷ مه ۱۹۶۵ انجام شده‌است با نتیجه ۱ بر ۰ به سود تیم باشگاه فوتبال اینتر میلان به پایان رسید.